# Agromyza terebrans
Agromyza terebrans är en tvåvingeart som beskrevs av Mario Bezzi och Tavares 1916. Agromyza terebrans ingår i släktet Agromyza och familjen minerarflugor. Inga underarter finns listade i Catalogue of Life.